# Szükségpénz

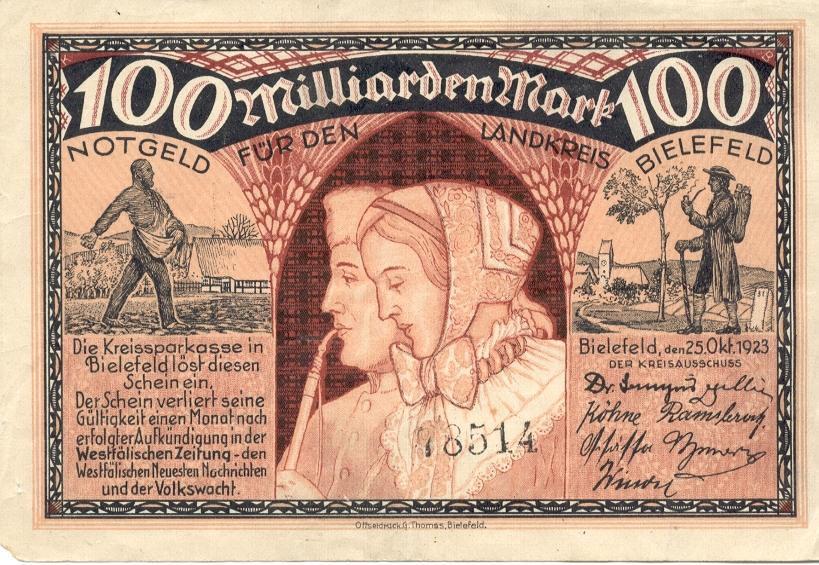
100 milliárd márka (Bielefeld, 1923.)

A szükségpénz (németül Notgeld) olyan kényszerforgalommal nem rendelkező pénz, melyet pénzkibocsátási joggal nem rendelkező intézmények adnak ki szükségállapotban, leginkább ostrom, háború vagy gazdasági válság idején, amikor a központi pénzkibocsátás akadályozva van. Legismertebb az első világháborút követő német, osztrák és magyar szükségpénz-kibocsátás. A szükségpénzek jellemzően papírpénzek, de használtak érméket és bélyegeket is, továbbá készült szükségpénz bőrből, selyemből, vászonból, alufóliából, cserépből, játékkártyákból is, de még terméskén is szolgált szükségpénzként.